# Resolutie 2094 Veiligheidsraad Verenigde Naties
Resolutie 2094 van de Veiligheidsraad van de Verenigde Naties werd door de VN-Veiligheidsraad met unanimiteit aangenomen op 7 maart 2013 en verzwaarde de sancties tegen Noord-Korea nadat dat land op 12 februari 2013 een nieuwe kernproef uitvoerde.

## Achtergrond
Al in 1992 werd een akkoord gesloten over de bevriezing van Noord-Korea's kernprogramma. In het begin van de 21e eeuw kwam het land echter in aanvaring met de Verenigde Staten, dat het bij de zogenaamde as van het kwaad rekende. Noord-Korea hervatte de ontwikkeling van kernwapens en ballistische raketten om ze af te dragen. In oktober 2006 voerde het land een eerste kernproef uit, in mei 2009 gevolgd door een tweede. Hieropvolgend werden sancties ingesteld tegen het land. In december 2012 lanceerde het land met succes een raket met een satelliet en schond daarmee de sancties die het land verbieden kern- en rakettechnologie te ontwikkelen. De Veiligheidsraad besloot naar aanleiding hiervan om het land strengere sancties op te leggen. Als reactie daarop voerde Noord-Korea in februari 2013 een nieuwe kernproef uit.

## Inhoud
De Veiligheidsraad veroordeelde de Noord-Koreaanse kernproef en eiste dat het land zich verder zou onthouden van lanceringen van ballistische raketten, kernproeven en andere provocaties en dat het zich opnieuw zou aansluiten bij het Non-proliferatieverdrag.
De sancties die al waren opgelegd na een eerdere kernproef in 2006 werden uitgebreid naar bijkomende personen en entiteiten die in bijlage waren opgesomd. Zo kregen de hoofden van een mijnbouwbedrijf dat werd beschouwd als de belangrijkste wapenhandelaar een reisverbod en blokkering van rekeningen opgelegd. De sancties werden ook gericht naar diplomaten, geldtransfers en de banken.
Er werd ook beslist dat Noord-Korea geen juwelen, edelstenen, jachten, luxewagens en racewagens meer mocht invoeren. Ook moesten landen waakzaam zijn dat Noord-Koreaanse diplomaten niets deden dat bijdroeg aan het wapenprogramma van hun land of de sancties ertegen schond. Het ging dan specifiek over financiële diensten. Verder moesten landen Noord-Koreaanse banken verbieden nieuwe kantoren te openen en joint-ventures op te zetten op hun grondgebied.
Landen kregen ook toestemmen om alle transporten van of naar Noord-Korea te doorzoeken om de sancties af te dwingen. Ze moesten vliegtuigen waarvan redelijkerwijs kon worden aangenomen dat ze verboden goederen vervoerden verbieden om over hun grondgebied te vliegen of er te landen dan wel op te stijgen.

## Verwante resoluties
- Resolutie 2050 Veiligheidsraad Verenigde Naties (2012)
- Resolutie 2087 Veiligheidsraad Verenigde Naties
- Resolutie 2141 Veiligheidsraad Verenigde Naties (2014)
- Resolutie 2207 Veiligheidsraad Verenigde Naties (2015)

Lijst ·  2086 ·  2087 ·  2088 ·  2089 ·  2090 ·  2091 ·  2092 ·  2093 ·  2094 ·  2095 ·  2096 ·  2097 ·  2098 ·  2099 ·  2100 ·  2101 ·  2102 ·  2103 ·  2104 ·  2105 ·  2106 ·  2107 ·  2108 ·  2109 ·  2110 ·  2111 ·  2112 ·  2113 ·  2114 ·  2115 ·  2116 ·  2117 ·  2118 ·  2119 ·  2120 ·  2121 ·  2122 ·  2123 ·  2124 ·  2125 ·  2126 ·  2127 ·  2128 ·  2129 ·  2130 ·  2131 ·  2132